# Panelas
Panelas é um município brasileiro do estado de Pernambuco, Região Nordeste do país. Sua população foi estimada em 26 474 habitantes, conforme dados do IBGE de 2019. Administrativamente, Panelas é formado pelos distritos Cruzes, São José e São Lázaro e sede.

## História
Foi fundada pelo Capitão Francisco de Mello.
Panelas obteve sua autonomia municipal em 18 de maio de 1870 pela Lei Provincial nº 919, tendo sido desmembrado do município de Caruaru e parte do território do município de São Bento do Una.

## Geografia
Localiza-se a uma latitude 08º39'49" sul e a uma longitude 36º00'21" oeste, estando a uma altitude de 532 metros. De acordo com a divisão regional vigente desde 2017, instituída pelo IBGE, o município pertence às Regiões Geográficas Intermediária e Imediata de Caruaru. Até então, com a vigência das divisões em microrregiões e mesorregiões, fazia parte da microrregião do Brejo Pernambucano, que por sua vez estava incluída na mesorregião do Agreste Pernambucano.